# فورتسباخ
فورتسباخ (بالألمانية: Wurzbach) هي بلدة ألمانية تقع في Saale-Orla-Kreis في ألمانيا. يقدر عدد سكانها بـ 3,673 نسمة .

## أعلام
- أنتوني راندولف